# Emmanuel Tiando
Emmanuel Tiando est un universitaire et homme politique béninois.

## Biographie

### Origines et débuts
Étudiant de l’Ecole Normale Supérieure (option histoire) de Porto-Novo de la promotion 1987 à 1990, Emmanuel Tiando y obtient une licence et une maîtrise. Sous Kemoko Bagnan ancien recteur de l'université d'Abomey Calavi, Emmanuel Tiando occupe le poste de Secrétaire général de cette institution.

## Carrière
En tant qu'universitaire, Emmanuel Tiando enseigne au département d'histoire et d'archéologie de l'université d'abomey Calavi l’histoire de l’Égypte ancienne.
Tiando occupe par ailleurs plusieurs postes dans l'administration politique béninoise. D'abord secrétaire général de la présidence de la République du Bénin puis ministre du travail et de la fonction publique, par décret, Tiando assure ensuite l’intérim du ministre de la culture, des sports et du loisirs en juin 2006, pendant l'absence de Théophile Montcho. En juin 2014, sous Boni Yayi, Tiando a été élu président de la Commission électorale nationale autonome (CENA) du Bénin,. Lui et son équipe organise dès lors plusieurs élections du Bénin (législatives et présidentielles). Il occupe ce poste jusqu'au 13 juillet 2021,,,.